# エチオピア人民革命民主戦線
エチオピア人民革命民主戦線（エチオピアじんみんかくめいみんしゅせんせん、アムハラ語: የኢትዮጵያ ሕዝቦች አብዮታዊ ዲሞክራሲያዊ ግንባር、英語: Ethiopian People's Revolutionary Democratic Front、略称EPRDF）は、エチオピアの政党連合、与党勢力。オロモ人民民主機構、アムハラ民族民主運動、南エチオピア人民民主運動、ティグレ人民解放戦線の4大組織を中心に、その他多数の小政党で構成される。最大勢力はオロモ人民民主機構。議会で圧倒的多数を構成している。
1989年結成。1991年にメンギスツ・ハイレ・マリアム率いるエチオピア労働者党の社会主義政権を打倒し政権につくまでは、反政府勢力としてゲリラ活動を行っていた。
2019年にアビィ・アハメドによって繁栄党がエチオピア人民革命民主戦線の後身として結成され、エチオピア人民革命民主戦線に参加していた4大組織のうちティグレ人民解放戦線はこれに参加しなかった。